# Saint-Étienne
 Ovo je glavno značenje pojma Saint-Étienne. Za druga značenja pogledajte Saint-Étienne (razdvojba).
Saint-Étienne (frankoprovansalski: Sant-Etiève, oksitanski: San Tchève) je grad u Francuskoj u regiji Rhône-Alpes. Najveći je grad departmana Loire čije je ujedno i administrativno središte. Leži na rijeci Furan, pritoku rijeke Loire. Smješten je u jednom od mnogobrojnih bazena Središnjeg masiva na prosječnoj visini od 516 metara. Prema podacima iz 2005. u gradu obitava 175,700 stanovnika. Nalazi se na glavnoj prometnici koja povezuje Toulouse i Lyon.

## Povijest
Prvi pisani dokazi o postojanju grada datiraju iz 1258. kada se javlja u spisima pod imenom Sancti Stephani de Furano.
U 16. stoljeću industrija oružja je imala važnu ulogu u razvoju grada, te se je u gradu nalazila tvornica oružja.
Za vrijeme Francuske revolucije grad je bio preimenovan u Armevill (Grad oružja).
1823. počela je izgradnja željezničke pruge koja je 1827. Saint-Étienne povezala s Andrézieuom, a 1832. izgrađena je pruga sve do Lyona.
Brz industrijski razvoj u 19. stoljeću prouzročio je nagli demografiski rast, radi čega grad 1855. postaje administrativno središte departmana Loire kojim je do tad upravljao grad Montbrison.
Za vrijem Drugog svjetskog rata točnije 26. svibnja 1944. Saint-Étienne je pretrpio snažno bombardiranje američe eskadrile koja je imali cilj uništiti brojne tvornice kojima su se tada koristili nacisti.
Od 1970-ih godina pa sve do danas Saint-Étienne trpi ekonomske poteškoće što je uzrokovalo pad broja stanovnika s 225,825 u 1968. na 175,700 u 2006.

## Demografija
| Saint-Étienne: kretanje broja stanovnika između 1962. i 2006. |         |         |         |         |         |         |
| 1962.                                                         | 1968.   | 1975.   | 1982.   | 1990.   | 1999.   | 2006.   |
| 210,311                                                       | 223,223 | 220,181 | 204,955 | 199,396 | 180,210 | 175,700 |

## Obrazovanje
- École de Management de Lyon

## Vanjske poveznice
- (fr.) Službene stranice grada
- (fr.) Stranice Turističke zajednice grada Saint-Étiennea

|  | Portal Francuske – Pristup člancima s tematikom o Francuskoj. |